# لیناردو ماچادو
لیناردو ماچادو (به پرتغالی: Leandro Machado Nascimento) مهاجم اهل برزیل است که در شهر Santo Amaro da Imperatriz، سانتا کاتارینا و در تاریخ ۲۲ مارس ۱۹۷۶ به دنیا آمده‌است.
لیناردو ماچادو در تیم‌های فوتبال باشگاه ورزشی اینترناسیونال سابقهٔ حضور دارد.